# 阪奈
阪奈（はんな）とは大阪府もしくは大阪市（以下、「大阪」と表記）と奈良県もしくは奈良市（以下、「奈良」と表記）をあわせた地域のことを指す呼び名である。また、大阪市と奈良市の間にある地域（東大阪市・生駒市など）を指す場合もある。

## 大阪と奈良のつながり
大阪と奈良の間のつながりは、古くは大和時代からみられ、都を置いた大和国の外港が大和川を下った河内国や摂津国に設けられた。神話上でも神武天皇が東征を行った際、大和を目指すために一度摂津や河内に上陸したことがあるとされており、古代から強い結びつきがあった。明治になってからは、奈良県が堺県に編入され、さらに堺県が大阪府に編入されたことにより、一時大阪府は現在の奈良県を包含していた時期もあった。古くからの寺社が多い奈良へ大阪から参詣に来る者も昔から多かったため、阪奈間の鉄道・道路交通の整備も早くから行われていた。
現在では奈良県の住民が近鉄奈良線や近鉄大阪線、大和路線などを利用して大阪市へ多く通勤・通学しており、一体的な都市圏（大阪都市圏）を形成している。場合によっては、大阪府下の自治体よりも結びつきが強い自治体も多い。また、生駒山にテレビなどの電波塔が多く立てられており、近畿広域圏に電波を発信してるほか、大阪府下また奈良県下それぞれへも電波を送っている。
さらに京都も加えて、京阪奈という呼称もあり、京阪奈丘陵を中心に開発が進められている関西文化学術研究都市（けいはんな学研都市）などがある。

## 阪奈間を結ぶ主要交通
- 近鉄奈良線
- 近鉄大阪線
- 近鉄南大阪線
- 関西本線（大和路線）
- 近鉄けいはんな線
- 西名阪自動車道
- 阪奈道路
- 第二阪奈有料道路
- 南阪奈道路
- 国道163号
- 国道25号
- 国道165号
- 国道309号
- 国道310号
- 信貴生駒スカイライン

## 「阪奈」を冠するもの
- 阪奈道路
- 第二阪奈有料道路
  - 阪奈トンネル
- 南阪奈道路
- 阪奈中央病院
- 阪奈中央看護専門学校
- 阪奈霊園
- 近鉄けいはんな線
- 阪奈特急（近鉄特急の運行系統の一つ）
- 阪奈自動車教習所
- 阪奈カントリークラブ